# Glenrowan
Glenrowan är en ort i Australien. Den ligger i kommunen Wangaratta och delstaten Victoria, omkring 190 kilometer nordost om delstatshuvudstaden Melbourne. Antalet invånare är 952.
Närmaste större samhälle är Wangaratta, omkring 14 kilometer nordost om Glenrowan.
Trakten runt Glenrowan består till största delen av jordbruksmark. Runt Glenrowan är det mycket glesbefolkat, med 2 invånare per kvadratkilometer. Genomsnittlig årsnederbörd är 1 295 millimeter. Den regnigaste månaden är juli, med i genomsnitt 158 mm nederbörd, och den torraste är november, med 58 mm nederbörd.